# Droga wojewódzka 715
Die Droga wojewódzka 715 (DW 715) ist eine polnische Woiwodschaftsstraße in der Woiwodschaft Łódź. Sie verläuft in Nord-Süd-Richtung und verbindet Brzeziny mit Ujazd.